# Challenge Cup (2009/2010)
Challenge Cup w sezonie 2009/2010 odbył się po raz 19. Poprzednim zwycięzcą rozgrywek było Airdire United, które w finale zeszłorocznych rozgrywek pokonało w rzutach karnych Ross County 3-2. W regulaminowym czasie gry był remis 2-2. W sezonie 2009/2010 triumfowało Dundee F.C., które pokonało Inverness Caledonian Thistle.

## Kalendarz
| Runda          | Data                | Mecze | Kluby   |
| -------------- | ------------------- | ----- | ------- |
| Pierwsza runda | 25 lipca 2009       | 14    | 30 → 16 |
| Druga runda    | 18 sierpnia 2009    | 8     | 16 → 8  |
| Ćwierćfinały   | 6 września 2009     | 4     | 8 → 4   |
| Półfinały      | 4 października 2009 | 2     | 4 → 2   |
| Finał          | 22 listopada 2009   | 1     | 2 → 1   |

## Pierwsza runda

### Region Północno-Wschodni
| Gospodarz                    | Gość            | Wynik meczu  |
| ---------------------------- | --------------- | ------------ |
| Dunfermline Athletic         | Arbroath        | 2:1          |
| East Fife                    | Forfar Athletic | 0:2          |
| Elgin City                   | Brechin City    | 3:1          |
| Inverness Caledonian Thistle | Montrose        | 1:1 (k. 5:3) |
| Peterhead                    | Cowdenbeath     | 1:2          |
| Ross County                  | Alloa Athletic  | 1:1 (d. 3:2) |
| Stirling Albion              | Raith Rovers    | 2:1          |

- Dundee F.C. przeszło bez gry do drugiej rundy (tzw. wolny los)

### Region Południowo-Zachodni
| Gospodarz          | Gość            | Wynik meczu |
| ------------------ | --------------- | ----------- |
| Airdrie United     | Partick Thistle | 0:1         |
| Annan Athletic     | Queen’s Park    | 2:0         |
| Ayr United         | Albion Rovers   | 0:2         |
| Dumbarton          | Greenock Morton | 0:1         |
| Queen of the South | Livingston      | 1:0         |
| Stranraer          | Berwick Rangers | 4:2         |
| Stenhousemuir      | Clyde           | 2:0         |

- East Stirlingshire przeszło bez gry do drugiej rundy (tzw. wolny los)

## Druga runda
| Gospodarz                    | Gość               | Wynik meczu |
| ---------------------------- | ------------------ | ----------- |
| Dunfermline Athletic         | Queen of the South | 1:2         |
| Ross County                  | Greenock Morton    | 2:1         |
| Stirling Albion              | Stenhousemuir      | 3:1         |
| Annan Athletic               | East Stirlingshire | 1:0         |
| Forfar Athletic              | Partick Thistle    | 1:6         |
| Inverness Caledonian Thistle | Stranraer          | 3:0         |
| Elgin City                   | Albion Rovers      | 3:0         |
| Cowdenbeath                  | Dundee F.C.        | 0:3         |

## Ćwierćfinały
| Gospodarz       | Gość                         | Wynik meczu  |
| --------------- | ---------------------------- | ------------ |
| Ross County     | Queen of the South           | 2:0          |
| Annan Athletic  | Elgin City                   | 4:2          |
| Stirling Albion | Dundee F.C.                  | 1:2          |
| Partick Thistle | Inverness Caledonian Thistle | 1:1 (k. 3:4) |

## Półfinały
| Gospodarz                    | Gość           | Wynik meczu |
| ---------------------------- | -------------- | ----------- |
| Dundee F.C.                  | Annan Athletic | 3:0         |
| Inverness Caledonian Thistle | Ross County    | 1:0         |

## Finał
| Gospodarz   | Gość                         | Wynik meczu |
| ----------- | ---------------------------- | ----------- |
| Dundee F.C. | Inverness Caledonian Thistle | 3:2         |